# The Adventurers (film, 2017)
Pour les articles homonymes, voir The Adventurers.
Pour plus de détails, voir Fiche technique et Distribution.
The Adventurers (俠盜聯盟, Xia dao lian meng) est un film hongkongo-tchèque coécrit et réalisé par Stephen Fung, sorti en 2017.

## Synopsis
Après avoir cinq années derrière les barreaux, Cheung Tan, un voleur professionnel, retrouve son ancien partenaire Po Chen et leur nouvelle recrue, Ye Hong. Ils planifient le casse parfait : le vol de deux précieux joyaux d'une valeur inestimable durant le Festival de Cannes. Leur braquage est réussi mais ils sont traqués par le Français Pierre Bisette, un détective obsessionnel qui recherche Tan depuis longtemps. Ce dernier persuade l'ex-fiancée de Tan, Amber Li, de se joindre à lui pour le retrouver. Sa traque le mènera de Cannes à Prague.

## Fiche technique
- Titre : The Adventurers
- Titre original : 俠盜聯盟 (Xia dao lian meng)
- Réalisation : Stephen Fung
- Scénario : Stephen Fung, Cheung Chi-kwong, Andy Lo et Steve Ha
- Montage : Angie Lam
- Musique : Tuomas Kantelinen
- Photographie : Shane Hurlbut
- Producteurs : Andy Lau et Stephen Fung
- Sociétés de production : Infinitus Entertainment, Flagship Entertainment, Gravity Pictures Film Production, China Film Group, Shanghai Alibaba Pictures, Media Asia Films, Orient Imagine Entertainment, Mannix Pictures, Jebsen Culture et Milky Way Image Company
- Sociétés de distribution : China 3D Digital Entertainment et Intercontinental Film Distributors (Hong Kong) ; IM Global (International) ; Marco Polo Distribution (France)
- Pays d'origine :  Hong Kong,  Tchéquie
- Langue originale : chinois, anglais
- Format : couleur
- Genre : Action et aventure
- Durée : 108 minutes
- Dates de sortie : 
  -  Hong Kong : 24 août 2017
  -  France : 18 avril 2018 (DVD)

## Distribution
- Andy Lau (VF : William Coryn) : Cheung Tan
- Shu Qi (VF : Geneviève Doang) : Red Ye
- Zhang Jingchu (VF : Audrey Sourdive) : Amber Li
- Tony Yang (VF : Alexandre Nguyen) : Po Chen
- Jean Reno (VF : lui-même) : Pierre Bisette
- Eric Tsang (VF : Thierry Wermuth) : King Kong
- Sha Yi : Charlie Law
- You Tianyi (VF : Delphine Braillon) : Tingting
- Karel Dobrý : M. Yelyluk